# 蘇霍沃利亞 (沃倫斯基新城區)
50°40′36″N 27°18′11″E / 50.67667°N 27.30306°E
蘇霍沃利亞（烏克蘭語：Суховоля），是烏克蘭北部的村莊，隸屬日托米爾州的茲維亞赫爾區。該村面積2.52平方公里，海拔高度206米，2001年人口726，人口密度每平方公里288.67人。